# بریولد
بریولد (به هلندی: Breeveld) یک منطقهٔ مسکونی در هلند است که در ووردن واقع شده‌است. بریولد ۱۲۰ نفر جمعیت دارد.